# 拉图耶-朗蒂亚克
拉图耶-朗蒂亚克（法語：Latouille-Lentillac，法語發音：[latuj lɑ̃tijak]）是法国洛特省的一个市镇，属于菲雅克区。

## 地理
拉图耶-朗蒂亚克（44°51'14"N, 1°57'45"E）面积11.71 平方千米，位于法国奧克西塔尼大區洛特省，该省份为法国西南部内陆省份，北起顺时针与科雷兹省、康塔爾省、阿韦龙省、塔恩-加龙省、洛特-加龍省和多尔多涅省接壤。
与拉图耶-朗蒂亚克接壤的市镇（或旧市镇、城区）包括：弗赖西涅、戈尔斯、拉迪拉、圣保罗德韦恩、凯尔西地区苏塞拉克。

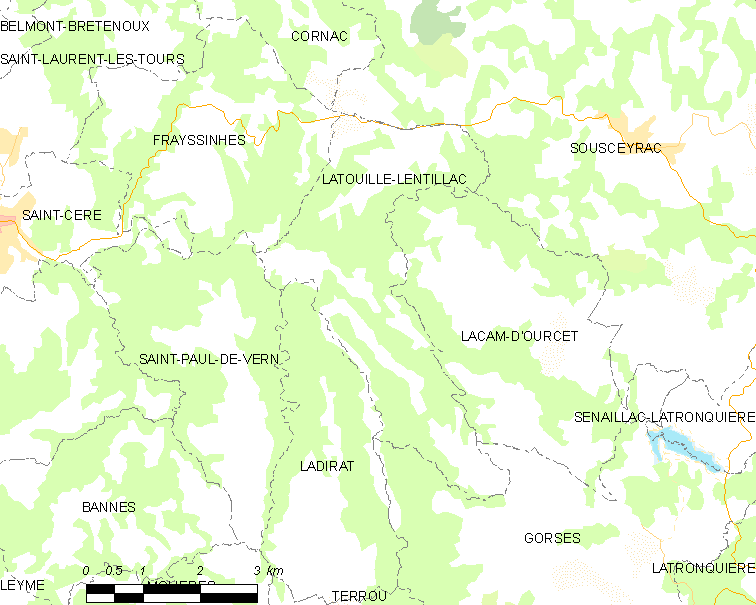
拉图耶-朗蒂亚克的OSM定位图

拉图耶-朗蒂亚克的时区为UTC+01:00、UTC+02:00（夏令时）。

## 行政
拉图耶-朗蒂亚克的邮政编码为46400，INSEE市镇编码为46159。

## 政治
拉图耶-朗蒂亚克所属的省级选区为圣塞雷县。

## 人口

1962-2008年间拉图耶-朗蒂亚克人口变化图示

拉图耶-朗蒂亚克于2022年1月1日时的人口数量为246人。